# Holmenkollbanan

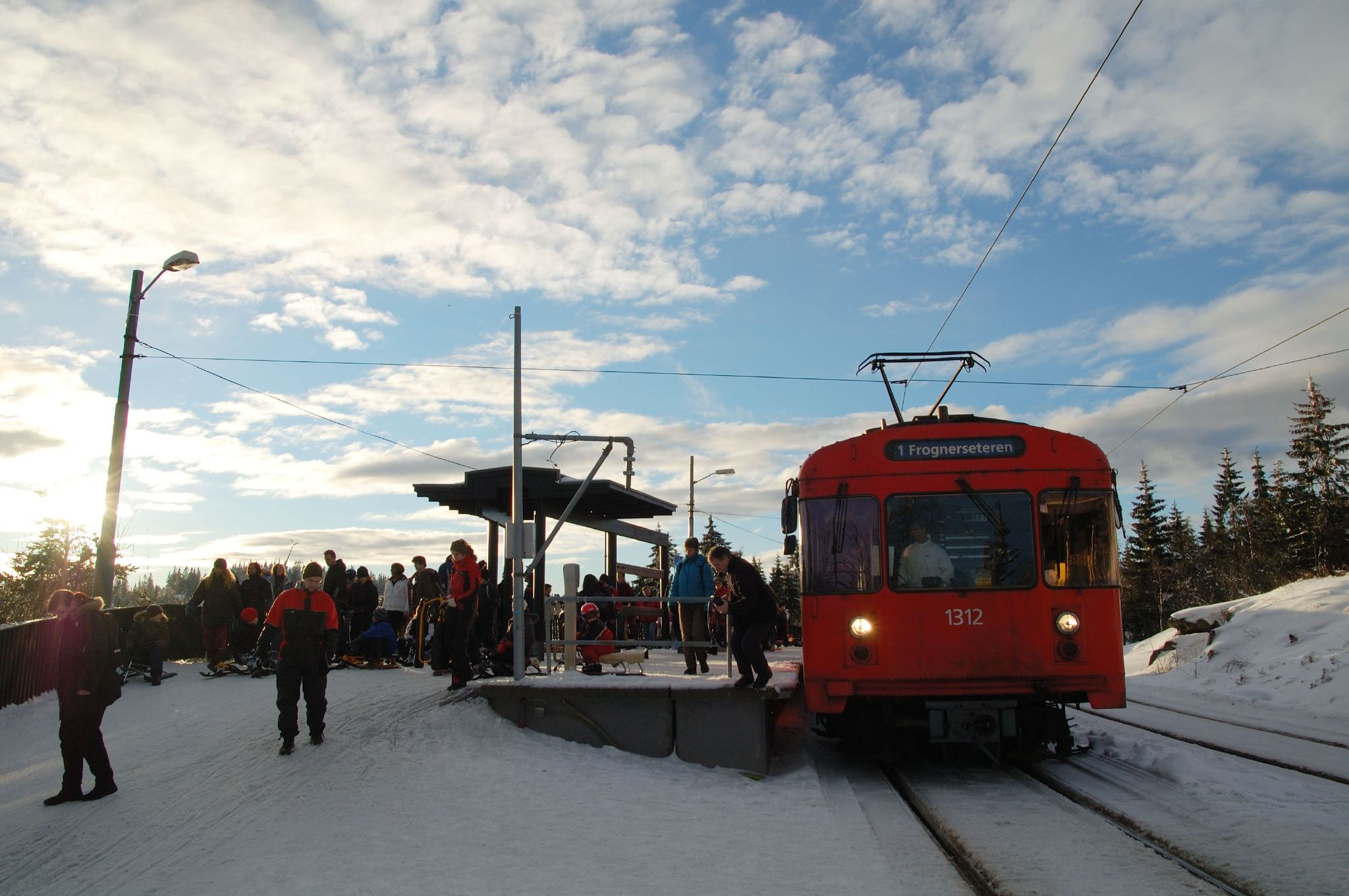
Tåg på Holmenkollbanan vid ändstationen Frognerseteren

Holmenkollbanan är en järnväg som går mellan Oslo centrum och Frognerseteren, via Holmenkollen. 
Banans första del, mellan Majorstuen och Besserud, öppnade för trafik 1898 och blev då Nordens första förortsbana och Norges första järnvägslinje med elektrisk drift. 1928 blev den Nordens första tunnelbana genom att tunnelsträckningen mellan Majorstuen och Nationaltheatret öppnades för trafik. Banan ingår nu som en integrerad del av Oslos tunnelbana, som linje 1, men den har fortfarande plankorsningar och flertalet perronger rymmer endast två vagnar. 6 december 2010 nyinvigdes banan med strömskena, istället för som tidigare kontaktledning.